# مايكروتك
مايكروتك أو ميكروتكلز (بالإنجليزية: Mikrotikls Ltd)‏ هي شركة لاتيفية لإنتاج معدات وبرمجيات الشبكات ومن أشهر منتجاتها برنامج مايكروتك (بالإنجليزية: Mikrotik)‏ نظام إدارة الشبكات الذي وبأختصار يقوم بتحويل أي حاسب عادي إلى راوتر متطور يقوم بتوزيع الإنترنت على المستخدمين وبصلاحيات كبيرة كالحسابات وتحديد السرعة بالرفع والتنزيل أو الكمية أو منع نطاقات محددة وغيره وقد قامت شركة مايكروتك بتطوير أكثر من نسخة وذلك لنجاحها في الأسواق العالمية.

## الشركة
المعروفة عالميًا براوتر مايكروتك، أصلها لاتيفي وهي المصنعة لتجهيزات شبكات الحاسوب، وتبيع منتجات الشبكات اللاسلكية والموجهات (راوتر). الشركة نشأت عام 1995 لكي تنافس في سوق شبكات الحاسوب الناشئة، وفي عام 2007 أصبحت تمتلك أكثر من 70 موظفًا.

## المنتجات

### نظام تشغيل (RouterOS)
المنتج الرئيسي للشركة هو نظام تشغيل يعتمد على لينكس يعرف بمايكروتك راوتر أو أس (MikroTik RouterOS). يتيح للمستخدمين من تحويل جهاز حاسوب معين إلى جهاز راوتر برمجي بحيث يقدم سمات عديدة منها: قوانين الجدار الناري، (شبكة خاصة افتراضية) للخادم والوكيل، تنظيم معدل نقل البيانات (عرض نطاق)، نقطة وصول الشبكات اللاسلكية (Access Point)، وغيرها من السمات الشائعة الاستخدام لتوجيه وربط الشبكات معًا.
هذا النظام أيضًا قادر على أن يكون بوابة (Hotspot) مقيدة باسم مستخدم وكلمة سر بحيث لن يستطيع المستخدم على تصفح الإنترنت إلا من خلال هذه البيانات، كما ويسمح النظام بتخصيص سرعات وكميات التحميل لأي من المستخدمين. نظام التشغيل هذا مرخص بمستويات مختلفة، كلما زاد رقم المستوى كلما كانت الخدمات المقدمة أفضل. ويوجد أيضًا برنامج مرفق يسمى وينبوكس (Winbox) هذا البرنامج يتيح للمستخدم واجهة رسومية متطورة لنظام التشغيل RouterOS، مما يتيح سهولة التحكم وذلك من خلال تنزيله على جهاز يحتوي على نظام تشغيل ويندوز وربطه مع الجهاز الذي يحتوي على نظام تشغيل المايكروتك.
كما يدعم البرنامج بروتوكولات نقل الملفات بروتوكول نقل الملفات، تل نت، وبروتوكول النقل الآمن بروتوكول النقل الآمن. كما تتيح استخدام واجهة برمجة التطبيقات API التي تمكن المستخدمين من برمجة الإضافات الخاصة بهم لمزيد من التحكم والمراقبة.

### مزايا النظام
نظام تشغيل مايكروتك راوتر (RouterOS) العديد من البرامج المستخدمة من قبل مقدمي خدمات الإنترنت سواء كانت شركات متوسطة الحجم إلى كبيرة الحجم، مثل برامج OSPF, BGP, VPLS/MPLS.
النظام هو نظام متعدد الاستعمالات وتدعمه شركة مايكروتك بشكل جيد، سواء من خلال منتداها أو من خلال الويكي الخاص بها حيث تقدم العديد من الأمثلة لإعدادات النظام.
النظام يدعم افتراضيا جميع كروت الشبكات التي يدعمها نظام التشغيل لينوكس 2.6.16، ما عدا كروت الشبكات اللاسلكية. ولكنه يدعم كروت كل من Atheros وPrism في النسخة 3 فما فوق.
شركة مايكروتك أيضا تعمل ترقية النظام لكي يكون متوافقا مع الشبكات المتطورة مثل آي بي في6 وتبديل متعدد البروتوكولات باستخدام المؤشرات التعريفية.

### جهاز الراوتر
كما في أجهزة الحاسوب المكتبية (PC) يمكن تنزيل نظام مايكروتك على جهاز مايكروتك راوتر (RouterBOARD) وهو جهاز يكون متوافقا مع نظام التشغيل مايكروتك (RouterOS)، يستخدم في الشركات الصغيرة أو المتوسطة التي تقدم خدمات الإنترنت اللاسلكي.

## تطوير أسواق تكنولوجيا المعلومات
مشروع حديث في مالي لبناء بنية تحيتية رخيصة للإنترنت يستخدم أجهزة مايكروتك وأنظمة تشغيلها وذلك لأسباب تكلفة النظام القليلة، المرونة، كما أن لديه قاعدة مستخدمين كبيرة في مالي مقارنة بالمنتجات الأخرى.، أيضًا نظام تشغيل مايكروتك هو النظام المفضل لبناء شبكات لاسلكية في بوركينا فاسو.
في عام 2008 أيضًا تقرر أن يكون نظام تشغيل مايكروتك هو النظام المستخدم من قبل بلدية بريبري -البرازيل لبناء بنية تحتية لتوزيع الإنترنت مجانًا ، كما أنه هو النظام المفضل في جمهورية التشيك عن غيره من الأنظمة.
أيضًا ضمن إطار برنامج OLPC، نشرت أورغواي شبكة لاسلكية في المدارس باستخدام نظام المايكروتك، حيث يقدر تعداد الطلاب المستفيدين من هذه الشبكات حوالي 200000 طالب يمكنهم من الاتصال بالإنترنت اللاسلكي عن طريق لابتوب أو أي جهاز حاسوب يمكن وصله لاسلكيًا.

## وصلات خارجية
- صفحة شركة مايكروتك
- منتدى الدعم الفني للشركة
- ويكي الشركة
- طريقة تنصيب البرنامج
- الصفحة الرئيسية لمنتج راوتر بورد
- MikroTik User Meeting (MUM)